# لیگ دسته دوم فوتبال ایران ۰۳–۱۴۰۲
لیگ دسته دوم فوتبال ایران ۰۳–۱۴۰۲ بیست و سومین دوره لیگ دسته دوم فوتبال ایران است بود. در این دوره ۲۸ تیم در ۲ گروه ۱۴ تیمی (۲۱ تیم از فصل ۰۲–۱۴۰۱ لیگ دو و ۳ تیم سقوط کرده از فصل ۰۲–۱۴۰۱ لیگ آزادگان و ۴ تیم صعود کرده از فصل ۰۲–۱۴۰۱ لیگ دسته سوم) با هم رقابت می‌کنند.

## تیم‌ها
فهرست زیر شامل تیم‌های حاضر در فصل ۰۳–۱۴۰۲ می‌باشد.
| - سپیدرود رشت - چوکا تالش - نیروی زمینی - بهمن تهران - یاسا تهران - شهدای رزکان البرز - پاس همدان - شهدای ساری (کیان سام) - شهدای بابلسر - آینده سازان اردبیل - فولاد نوین خوزستان - شهرداری ماهشهر - شهرداری بندرعباس - شهرداری بم |  | - کویر مقوا تهران - اسپاد الوند تهران - آکادمی کیا تهران - سرخپوشان نوین پاکدشت - شهرداری نوشهر - نیکا پارس چالوس - شهرداری همدان - نود ارومیه - اترک خراسان شمالی - بعثت کرمانشاه - شهید قندی یزد - شاهین شهرداری بوشهر - فولاد هرمزگان - شناورسازی مام وطن قشم |

## ورزشگاه‌ها
| تیم               | شهر      | استان          | ورزشگاه                 | ظرفیت |
| ----------------- | -------- | -------------- | ----------------------- | ----- |
| کویر مقوا تهران   | تهران    | تهران          | دستگردی                 | ۱۲۰۰۰ |
| نیروی زمینی تهران | تهران    | تهران          | غدیر تهران              | ۱۵۰۰۰ |
| اسپاد الوند تهران | تهران    | تهران          | شهید کشوری تهران        | ۱۵۰۰۰ |
| آکادمی کیا تهران  | تهران    | تهران          | بعثت تهران              | ۳۰۰۰  |
| بهمن تهران        | تهران    | تهران          | مرغوبکار تهران          | ۱۲۰۰۰ |
| یاسا تهران        | تهران    | تهران          | شباهنگ شهریار           | ۱۲۰۰۰ |
| سرخپوشان پاکدشت   | پاکدشت   | تهران          | مرصاد پاکدشت            | ۵۰۰۰  |
| شهدای رزکان البرز | کرج      | البرز          | انقلاب کرج              | ۱۵۰۰۰ |
| پاس همدان         | همدان    | همدان          | شهید حاجی بابایی همدان  | ۱۰۰۰۰ |
| شهرداری همدان     | همدان    | همدان          | قدس همدان               | ۱۵۰۰۰ |
| سپیدرود رشت       | رشت      | گیلان          | عضدی رشت                | ۱۵۰۰۰ |
| چوکا تالش         | تالش     | گیلان          | پوریای ولی تالش         | ۱۰۰۰۰ |
| نیکا پارس چالوس   | چالوس    | مازندران       | شهدای چالوس             | ۵۰۰۰  |
| شهرداری نوشهر     | نوشهر    | مازندران       | شهدای نوشهر             | ۱۵۰۰۰ |
| شهدا بابلسر       | بابلسر   | مازندران       | شهدای بابلسر            | ۵۰۰۰  |
| شهدای ساری        | ساری     | مازندران       | شهدای ساری              | ۱۵۰۰۰ |
| نود ارومیه        | ارومیه   | آذربایجان غربی | شهید باکری ارومیه       | ۱۵۰۰۰ |
| آینده‌سازان اردبیل | اردبیل   | اردبیل         | تختی اردبیل             | ۶۰۰۰  |
| اترک بجنورد       | بجنورد   | خراسان شمالی   | ۱۹ مهر بجنورد           | ۵۰۰۰  |
| قندی یزد          | یزد      | یزد            | شهید نصیری یزد          | ۱۵۰۰۰ |
| شهرداری بم        | بم       | کرمان          | فجر بم                  | ۵۰۰۰  |
| شهرداری ماهشهر    | ماهشهر   | خوزستان        | شهدای ماهشهر            | ۱۰۰۰۰ |
| فولاد نوین اهواز  | اهواز    | خوزستان        | ورزشگاه ۵۰۰۰ نفری فولاد | ۵۰۰۰  |
| بعثت کرمانشاه     | کرمانشاه | کرمانشاه       | آزادی کرمانشاه          | ۱۵۰۰۰ |
| شاهین بوشهر       | بوشهر    | بوشهر          | بهشتی بوشهر             | ۵۰۰۰  |
| فولاد هرمزگان     | بندرعباس | هرمزگان        | تختی بندرعباس           | ۱۰۰۰۰ |
| شهرداری بندر عباس | بندرعباس | هرمزگان        | خلیج فارس بندرعباس      | ۱۰۰۰۰ |
| شناورسازی قشم     | قشم      | هرمزگان        | شناورسازی قشم           | ۱۰۰۰۰ |

## جدول لیگ

### گروه اول
تا پایان هفته بیست و ششم
| رتبه | تیم               | بازی | برد | مساوی | باخت | گل زده | گل خورده | تفاضل گل | امتیاز |
| ---- | ----------------- | ---- | --- | ----- | ---- | ------ | -------- | -------- | ------ |
| ۱    | نیروی زمینی تهران | ۲۶   | ۱۵  | ۸     | ۳    | ۴۸     | ۲۲       | ۲۶ +     | ۵۳     |
| ۲    | شهرداری ماهشهر    | ۲۶   | ۱۴  | ۹     | ۳    | ۳۴     | ۱۴       | ۲۰ +     | ۵۱     |
| ۳    | بهمن تهران        | ۲۶   | ۱۳  | ۱۰    | ۳    | ۲۶     | ۱۵       | ۱۲ +     | ۴۹     |
| ۴    | سپیدرود رشت       | ۲۶   | ۹   | ۹     | ۸    | ۲۵     | ۲۵       | ۰ +      | ۳۶     |
| ۵    | چوکای تالش        | ۲۶   | ۹   | ۸     | ۹    | ۳۱     | ۲۸       | ۳ +      | ۳۵     |
| ۶    | پاس همدان         | ۲۶   | ۹   | ۸     | ۹    | ۲۰     | ۲۰       | ۰        | ۳۵     |
| ۷    | شهدای بابلسر      | ۲۶   | ۸   | ۹     | ۹    | ۲۵     | ۲۹       | ۴ -      | ۳۳     |
| ۸    | آینده‌سازان اردبیل | ۲۶   | ۸   | ۷     | ۱۱   | ۲۱     | ۲۵       | ۴ -      | ۳۱     |
| ۹    | فولاد نوین        | ۲۶   | ۶   | ۱۲    | ۸    | ۲۴     | ۲۰       | ۴ +      | ۳۰     |
| ۱۰   | شهدا رزکان البرز  | ۲۶   | ۵   | ۱۵    | ۶    | ۱۷     | ۱۷       | ۰        | ۳۰     |
| ۱۱   | شهرداری بندرعباس  | ۲۶   | ۷   | ۹     | ۱۰   | ۳۰     | ۳۱       | ۱ -      | ۳۰     |
| ۱۲   | تهران یاسا        | ۲۶   | ۶   | ۱۲    | ۶    | ۲۰     | ۲۸       | ۸ -      | ۳۰     |
| ۱۳   | شهرداری بم        | ۲۶   | ۴   | ۸     | ۱۴   | ۱۹     | ۳۹       | ۱۹ -     | ۲۰     |
| ۱۴   | شهدای ساری        | ۲۶   | ۲   | ۱۰    | ۱۴   | ۱۷     | ۴۲       | ۲۵ -     | ۱۶     |

### گروه دوم
تا پایان بیست و ششم
| رتبه | تیم               | بازی | برد | مساوی | باخت | گل زده | گل خورده | تفاضل گل | امتیاز |
| ---- | ----------------- | ---- | --- | ----- | ---- | ------ | -------- | -------- | ------ |
| ۱    | کویر مقوا تهران   | ۲۶   | ۱۶  | ۷     | ۳    | ۳۵     | ۱۴       | ۲۱       | ۵۵     |
| ۲    | شهرداری نوشهر     | ۲۶   | ۱۵  | ۹     | ۲    | ۳۵     | ۱۲       | ۲۳       | ۵۴     |
| ۳    | شناور سازی قشم    | ۲۶   | ۱۴  | ۱۰    | ۲    | ۳۷     | ۱۸       | ۱۹       | ۵۲     |
| ۴    | نیکا پارس چالوس   | ۲۶   | ۱۴  | ۵     | ۷    | ۳۵     | ۲۳       | ۱۲       | ۴۷     |
| ۵    | بعثت کرمانشاه     | ۲۶   | ۱۲  | ۷     | ۷    | ۳۰     | ۲۹       | ۱۱       | ۴۳     |
| ۶    | فولاد هرمزگان     | ۲۶   | ۹   | ۱۱    | ۶    | ۲۸     | ۱۹       | ۹        | ۳۸     |
| ۷    | شهرداری همدان     | ۲۶   | ۱۰  | ۷     | ۹    | ۳۳     | ۲۹       | ۴        | ۳۷     |
| ۸    | نود ارومیه        | ۲۶   | ۱۰  | ۶     | ۱۰   | ۲۷     | ۲۸       | ۱ -      | ۳۶     |
| ۹    | شهید قندی یزد     | ۲۶   | ۹   | ۸     | ۹    | ۲۹     | ۲۶       | ۳        | ۳۵     |
| ۱۰   | اسپاد تهران       | ۲۶   | ۸   | ۷     | ۱۱   | ۲۳     | ۲۸       | ۵-       | ۳۱     |
| ۱۱   | پترو پالایش شازند | ۲۶   | ۸   | ۶     | ۱۲   | ۲۵     | ۳۱       | ۶ -      | ۳۰     |
| ۱۲   | آکادمی کیا        | ۲۶   | ۸   | ۲     | ۱۶   | ۳۳     | ۴۴       | ۱۱ -     | ۲۶     |
| ۱۳   | اترک بجنورد       | ۲۶   | ۲   | ۷     | ۱۷   | ۱۷     | ۳۸       | ۳۸ -     | ۱۴     |
| ۱۴   | شاهین تابان بوشهر | ۲۶   | ۰   | ۲     | ۲۴   | ۸      | ۶۶       | ۵۸-      | ۲      |

## فینال
| نیروی زمینی  | ۰–۰ (و.ا.) | کویر مقوا |
| ------------ | ---------- | --------- |
|              |            |           |
| ضربات پنالتی |            |           |
|              | ۳–۲        |           |

## پلی‌آف صعود

### بازی رفت
| شهرداری ماهشهر | ۱–۰ | شهرداری نوشهر |
| -------------- | --- | ------------- |
| عارف سیفی      |     |               |

### بازی برگشت
| شهرداری نوشهر | ۰–۱ (و.ا.) | شهرداری ماهشهر |
| ------------- | ---------- | -------------- |
| علی خانزادی   |            |                |
| ضربات پنالتی  |            |                |
|               | ۱–۲        |                |